# Чюкшите, Дагне
Дагне Чюкшите (лит. Dagnė Čiukšytė; род. 1 января 1977, Паневежис) — литовская и английская шахматистка, гроссмейстер (1997) среди женщин и международный мастер (2006).
Чемпионка Литвы 1994, 1996, 1997 и 2003 гг. Серебряный призёр чемпионата Литвы 1995 г.
В составе сборной Литвы участница пяти шахматных олимпиад (1994, 1996, 1998, 2004 и 2006) и трёх командных чемпионатов Европы (1997, 2003 и 2005 гг.; в 2005 г. показала лучший результат в личном зачете). 
С 2006 г. является подданной Великобритании. В составе сборной Англии участница шахматной олимпиады 2008 г. и пяти командных чемпионатов Европы (2007, 2011—2017 гг.). 

## Изменения рейтинга
| Графики недоступны из-за технических проблем. См. информацию на Фабрикаторе и на mediawiki.org. |